# Bagrat Schinkuba

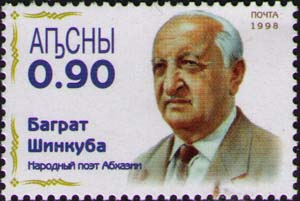
Bagrat Schinkuba auf einer abchasischen Briefmarke, 1998

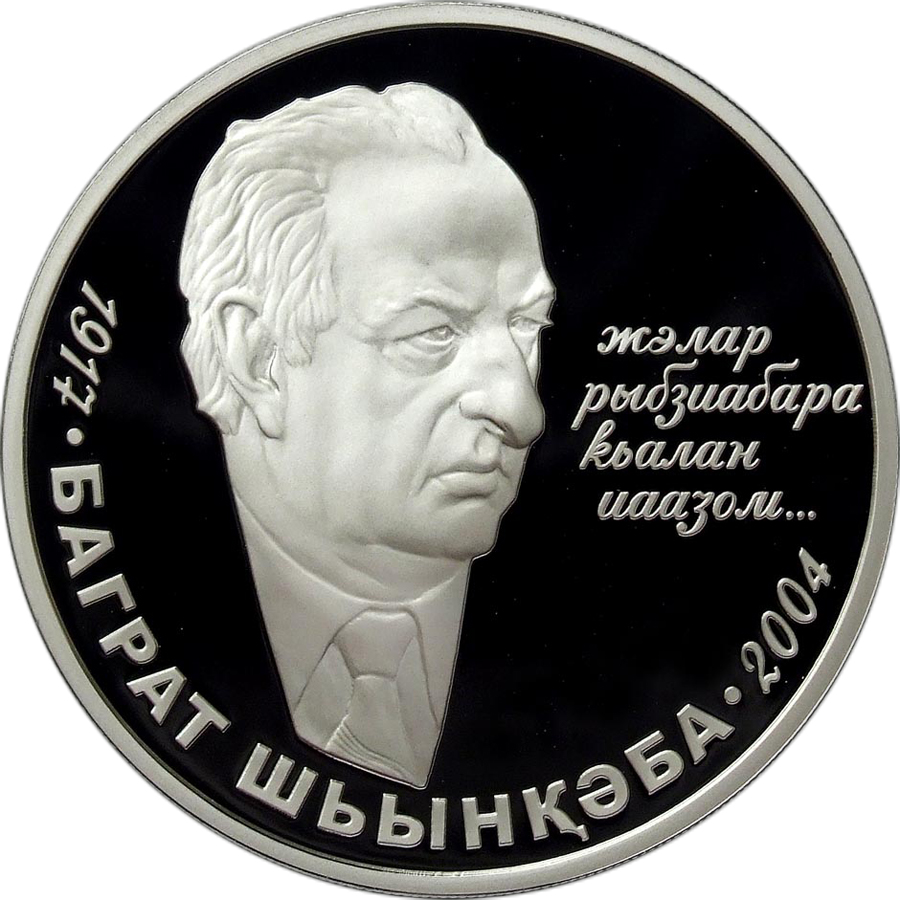
Bagrat Schinkuba auf einer 10-Apsar-Münze

Bagrat Schinkuba (abchasisch Баграт Уасыл-иҧа Шьынқәба; russisch Баграт Васильевич Шинкуба; * 12. Mai 1917 in Tschlou; † 25. Februar 2004 in Suchum) war ein sowjetisch-abchasischer Schriftsteller, Poet, Linguist, Historiker und Politiker.

## Leben
Bagrat Schinkuba wurde im abchasischen Dorf Tschlou geboren. Er studierte bis 1939 am Pädagogischen Institut Suchumi. Er arbeitete anschließend als Schriftsteller, Historiker und Linguist und betätigte sich auch politisch. Er trat 1946 der KPdSU bei. Ab 1950 veröffentlichte er erste Romane.
Er forschte daneben unter anderem über die Geschichte und Sprachen der nordwestkaukasischen Völker, zu denen Abchasen, Tscherkessen, Abasinen und die im 20. Jahrhundert untergegangenen Ubychen gehören. Er betätigte sich von Anfang an auch schriftstellerisch. Dem Schicksal der Ubychen setzte er in seinem Roman Im Zeichen des Halbmondes ein literarisches Denkmal.
Von 1958 bis 1979 war er Vorsitzender des Präsidiums des Obersten Sowjets der abchasischen ASSR.
In der Sowjetunion wurde Schinkuba mehrfach ausgezeichnet. Er erhielt zwei Mal den Leninorden, 1987 wurde er zudem mit dem Ehrentitel Held der sozialistischen Arbeit ausgezeichnet.

## Werke
- Im Zeichen des Halbmondes. Roman (Originaltitel: Poslednij iz ušedšich, übersetzt von Hans-Joachim Lambrecht). Rütten & Loening, Berlin 1981, DNB 820224316.